# Gare de Lunner
La gare de Lunner est une gare ferroviaire de la Gjøvikbanen, située dans la commune de Lunner. 

## Situation ferroviaire
Etablie à 280.9 m d'altitude, la gare est située à 61.13 km d'Oslo.

## Histoire
La gare  fut ouverte en 1900. En 1985, elle fut automatisée, puis en 1987 elle fut rétrogradée au rang de halte ferroviaire.

## Service des voyageurs

### Accueil
Il n'y a ni guichet ni automate mais une salle d'attente, ouverte du lundi au vendredi de 5h15 à 11h40  entre le 1er octobre et le 1er mai.

### Desserte
La gare est desservie  par des trains locaux et régionaux en direction de Jaren, Gjøvik et Oslo. Tous les trains s'arrêtent à la gare.

### Intermodalité
La gare a un  parking d'environ 50 places. Un arrêt de bus se situe à proximité de la gare.